# Пауль Дангаузер
Пауль Дангаузер (нім. Paul Danhauser; 2 серпня 1892, Регенсбург — 11 грудня 1974, Ландсгут) — німецький воєначальник, генерал-лейтенант вермахту. Кавалер Лицарського хреста Залізного хреста.

## Біографія
Учасник Першої світової війни. Після демобілізації армії залишений в рейхсвері. З 14 лютого 1942 по 24 листопада 1943 року — командир 256-ї, з 10 грудня 1943 по 15 вересня 1944 року — 271-ї піхотної дивізії. З 6 жовтня по 1 листопада 1944 року — командувач 12-м військовим округом. 

## Нагороди
- Залізний хрест
  - 2-го класу (1914)
  - 1-го класу (5 червня 1917)
- Орден «За заслуги» (Баварія) 4-го класу з мечами
- Почесний хрест ветерана війни з мечами
- Медаль «За вислугу років у Вермахті» 4-го, 3-го, 2-го і 1-го класу (25 років; 2 жовтня 1936) — отримав 4 нагороди одночасно.
- Медаль «За Атлантичний вал» (20 березня 1940)
- Хрест Воєнних заслуг 2-го класу з мечами (30 січня 1941)
- Застібка до Залізного хреста
  - 2-го класу (17 липня 1941)
  - 1-го класу (5 серпня 1941)
- Лицарський хрест Залізного хреста (10 лютого 1942) — як оберст і командир 427-го піхотного полку 129-ї піхотної дивізії.
- Медаль «За зимову кампанію на Сході 1941/42»
- Німецький хрест в золоті (2 вересня 1943)